# یوسف عبدالرحمن
یوسف عبدالرحمن (انگلیسی: Yousef Abdelrahman؛ زادهٔ ۱۰ اوت ۲۰۰۰) بازیکن فوتبال اهل امارات متحده عربی است.
از باشگاه‌هایی که در آن بازی کرده است می‌توان به باشگاه فوتبال کلبا اشاره کرد.